# Stora Bastan
Stora Bastan är en sjö i Ronneby kommun i Blekinge och ingår i Nättrabyån-Ronnebyåns kustområde. Sjön är 14,1 meter djup, har en yta på 0,026 kvadratkilometer och befinner sig 64 meter över havet.